# Francisco de Girolamo
Francisco de Girolamo nació en Grottaglia, cerca de Tarento en el año 1646. Recibió el Orden en el año 1666 e ingresó en la Compañía de Jesús cuatro años más tarde. Fue destinado al Collegio Massimo de Nápoles, donde pronto se le conoció como "el cura santo". Pronto estableció un montepío para desprender a los usureros de sus posesiones, y fundó una botica. Murió, y su festividad se celebra el día 11 de agosto.
- Datos: Q5395736